# Nível de consciência alterado
O nível de consciência alterado é qualquer medida de excitação diferente do normal. O nível de consciência (em inglês: Level of consciousness, LOC) é uma medida da capacidade de despertar e da capacidade de resposta de uma pessoa aos estímulos do ambiente. Um nível de consciência ou estado de alerta levemente deprimido pode ser classificado como letargia; alguém nesse estado pode ser desperto com pouca dificuldade. Pessoas que estão entorpecidas têm um nível de consciência mais deprimido e não podem ser totalmente despertas. Aqueles que não conseguem ser despertos de um estado semelhante ao do sono são considerados estuporos. O coma é a incapacidade de dar uma resposta proposital.
Um nível alterado de consciência pode resultar de uma variedade de fatores, incluindo alterações no ambiente químico do cérebro (por exemplo, exposição a venenos ou tóxicos), oxigênio insuficiente ou fluxo sanguíneo no cérebro e pressão excessiva no crânio. A inconsciência prolongada é considerada um sinal de emergência médica.